# Fisklösen (Ljusdals socken, Hälsingland)
Fisklösen är en sjö i Ljusdals kommun i Hälsingland och ingår i Ljusnans huvudavrinningsområde.